# Wihtred
Wihtred van Kent (ca. 670 - 23 april 725) was een zoon van Egbert I van Kent. Hij werd in 690 koning van Kent in opvolging van Oswine. Hij was driemaal getrouwd.

## Regering
Zijn vader overleed toen hij jong was en Kent was gedurende een aantal jaren het toneel van oorlog tussen zijn oudere broers en zijn oom. Wessex profiteerde van de situatie en de broer van de koning van Wessex werd een paar jaar koning in Kent. Een verre neef van Withred leidt een opstand, doodt de nieuwe koning en wordt zelf koning. Volgens sommige bronnen regeerde hij al sinds 687 in opvolging van zijn broer Eadric. In 694 sluit hij vrede met Wessex. Kent betaalt een schadeloosstelling in geld en land aan de grens voor de dood van de koning uit Wessex bij de opstand. In datzelfde jaar doet Wihtred een schenking aan de abdij van Minster in Thanet. In 695 schenkt hij land aan St Augustinus te Canterbury.

## Wetgeving

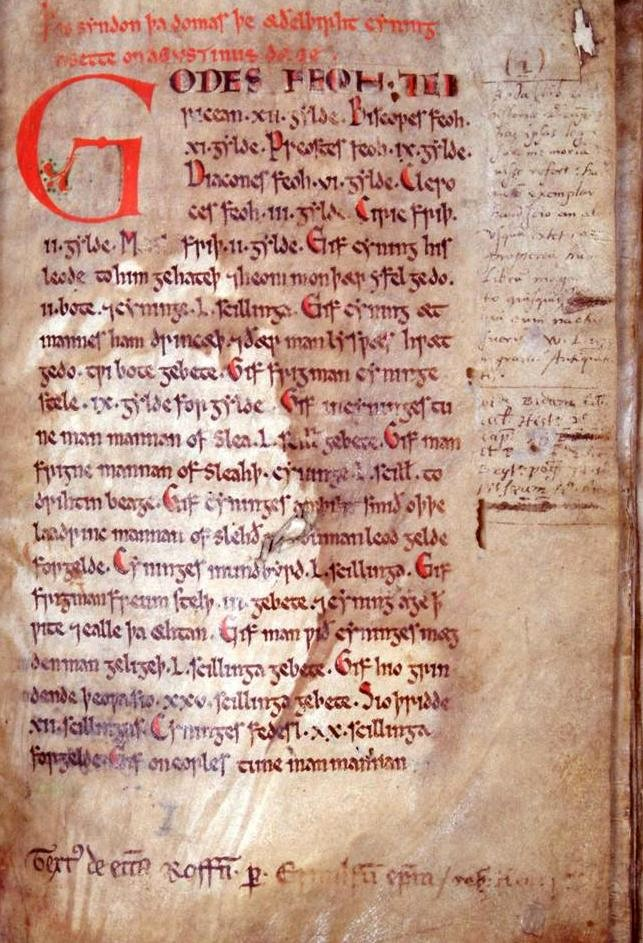
De Textus Roffensis, die de oudst bewaarde kopie van Withreds wetgeving bevat

In 695 vaardigt Wihtred wetgeving uit die de positie van de kerk versterkt. Zo wordt de kerk vrijgesteld van belastingen, wordt de oude godsdienst verboden en zijn er wetten tegen werken op zondag, buitenkerkelijke huwelijken, het breken van het vasten, etc. Ook is er wetgeving over het gebruik van eden door de verschillende sociale klassen, waarbij een bisschop gelijk wordt ingeschaald als de koning. Er zijn sterke aanwijzingen voor nauwe samenwerking met Wessex waar in diezelfde tijd vrijwel identieke wetten zijn uitgevaardigd.

## Huwelijken en kinderen
Wihtred was driemaal gehuwd, met Cyngeth, Aethetburh en Werburh.
Bij zijn overlijden liet hij drie zoons na, die hem gezamenlijk opvolgden:
- Aelfric, zoon van Werburh
- Eadbert
- Æthelberht II.